# Гірнича промисловість Ефіопії
Гірнича промисловість Ефіопії загалом розвинена слабко, на її частку у ВВП в кінці XX ст. припадало близько 1 %. Постійно розробляються тільки родовища руд золота, епізодично родовища платини та ін. Накопичений видобуток за 1890-2000 рр. становить близько 50 т. Перспективи золотодобувної промисловості пов'язані з розробкою корінних родовищ.

## Окремі галузі
Золото Видобуток золота, головним чином з бідних родовищ на півдні і заході, здавна був побічним промислом для місцевого населення. З кінця 1960-х років розробка багатих родовищ золота поблизу Кібре-Менгіст (Адола) в штаті Сідамо сприяла зростанню видобутку цього металу. У 1970-і роки видобуток золота скоротився, але у 1986 він становив 923 кг.
Золотодобувна копальня Lege-Dembi рудник, — власність фірми Midroc Ethiopia, — після модернізації в 2002-2003 має продуктивність близько 4 т/рік. Рудне поле містить до 83 т запасів золота і розробляється комбінованим — спершу відкритим, а на другому етапі шахтним способом. В іншому золотодобувному проекті задіяні норвезькі компанії.
Платиноїди З 1926 в Ефіопії видобувають платиноїди з розсипів (родовище Юбдо); накопичений видобуток до 2000 — близько 3 т металу. Перспективи збільшення видобутку пов'язані з приростом запасів в районі родовища Юбдо.
Зазізняк видобувають і переробляють у невеликих кількостях (кінець XX ст.). Значні поклади залізняку і вугілля виявлені в районах Уоллега, Іллубабор і Шоа, але станом на кінець 1990-х років їх розробка ще не розпочата.
Колумбіт, танталіт На копальні Кентіча (Kenticha) біля  Шакісо (Shakiso) одержують 20 т/рік колумбіто-танталітового концентрату. Оператор — державна структура Ethiopian Mineral Resources Development Enterprise, яка на початку XXI ст. виставлена на приватизацію.
Поліметалічні руди в Ефіопії видобувалися в 1973-74 на родовищі Дібаруа японською компанією.
Мідь У 1974 в Японію було експортовано 1,9 тис. т мідного концентрату. Алмази також добувають.
Інші корисні копалини. У XX ст. епізодично видобували також буре вугілля а провінціях Уоллега, Еритрея, Шоа; каолін в провінції Еритрея (родовища Терамні і Адді-Кеїх), сірку (провінція Шоа і на півночі Соляного плато), калійну сіль (Соляне плато). Крім того, в Ефіопії добувають незначну кількість нерудної сировини — глини, пісок, гравій, гіпс. У країні на місцевій сировині працюють декілька цементних заводів (в Массауа, Аддіс-Абебі, Дире-Дауа), що задовольняє внутрішні потреби.
У країні видобувають кухонну сіль, однак її не вистачає для задоволення внутрішніх потреб. Розвідані родовища або ведеться видобуток в незначному масштабі інших корисних копалин: міді, сірки, нафти, мармуру, слюди, кіноварі і марганцю.
Перспективи розвитку гірничої промисловості пов'язані з промисловим освоєнням родовищ газу (Келуб), танталової сировини (Кентіче), а також калійних солей (район Данакіль) і природної соди (район оз. Шала).

## Геологічна служба. Підготовка кадрів
Геологічні і гірничі роботи в країні ведуться Міністерством шахт і енергетики. Підготовка національних кадрів гірничо-геологічного профілю ведеться в Аддис-Абебі, а також у вишах ряду країн.